# Aerovis Airlines
Aerovis Airlines — українська вантажна авіакомпанія зі штаб-квартирою в Києві, заснована у 2003 році. Базовий аеропорт — «Рівне».

## Флот
Станом на 2015 рік:
- 5 Ан-12.